# 小作镇
小作镇，是中华人民共和国河北省石家庄市井陉县下辖的一个乡镇级行政单位。

## 行政区划
小作镇下辖以下地区：
小作村、赵东岭村、赵西岭村、马头山村、胡雷村、冶西村、八里沟村、北马峪村、小寨村、南石门村、北石门村、库隆峰村、东高家庄村、芦峪村、桃林坪村、出六里村、仇家窑村、梅家庄村和沙窑村。